# Українська хата (часопис)
«Українська хата» — літературно-критичний і громадсько-публіцистичний місячник національного поступово-демократичного напряму, журнал молодої інтелігенції, виходив з березня 1909 р. до вересня 1914 р. у Києві за редакцією П. Богацького і М. Шаповала.

## Історія

Обкладинка другого номера журналу за 1910 р. роботи Михайла Жука

Виходив з березня 1909 р. до вересня 1914 в Києві за редакцією Павла Богацького та безпосередньої участі як співредактора Микити Шаповала. По петербурзькій «Вільній Україні» пробувала формулювати ідейні основи визвольного руху та національного і соц. світогляду. Підносила ідеал українства, емансипованого від сторонніх впливів, спертого на себе, що зуміло б піднести свою індивідуальність.
«Хатяни» виступали з критикою традицій українофільства з його поміркованим лібералізмом, поверховим демократизмом, угодовством та орієнтацією на чужі суспільні сили. В ділянці літератури обороняли й пропагували нові течії — модернізм та імпресіонізм як манеру творчості.
Між «Українською хатою» і представниками поміркованих напрямів, переважно з газети «Рада», виникла гостра полеміка. С. Єфремов погляди «Української хати» кваліфікував як витвір рафінованого міщанства, декадентство і безпринципність.
В журналі друковано оригінальні твори (О. Олеся, Г. Чупринки, М. Вороного, Галини Журби, О. Кобилянської, М. Жука, В. Винниченка, С. Черкасенка та молодих тоді початківців: М. Рильського, П. Тичини, М. Семенка, О. Грудницького та ін.) і перекладні з західної літератури (Ш. Бодлера, К. Гамсуна, П. Альтенберґа, Є. Якобсена, Г. Манна та ін.) та літературну критику.
Головним мірилом якості мистецького твору вважалася вірність «чистій красі» або національній ідеї (М. Вороний; М. Євшан «Під прапором мистецтва»).
Прихильниками естетичної критики були Б. Лепкий, О. Грицай, М. Могилянський.
Публіцистику репрезентував А. Товкачевський («Утопія і дійсність: до характеристики української інтелігенції», «Великоруси і ми», «Буржуазія і націоналізм», «Оптимізм і песимізм в українському житті»,«Література і наші народники», «Компромітація ідей заступництва», «Чорносотенний націоналізм»), він же дав і розвідку про Г. Сковороду.
Рецензії містили Ю. Будяк, М. Сріблянський (М. Шаповал) та ін.
Подавано також україніку в чужій пресі і літературну хроніку.
Постійним і незмінним редактором «Української хати» був Павло Богацький (1883—1962). На сторінках часопису здебільшого друкувався як письменник і літературознавець, підписуючись зокрема ініціалами П. Б.
Поява «Української хати» була одним з найцікавіших явищ в українському літературному житті початку XX ст., вона змобілізувала молоді літературні таланти, розбудила мистецьку критику, зактивізувала духове життя України.
Видання «Української хати» заборонене влітку 1914 р. з вибухом Першої світової війни і уведенням воєнного стану в Росії.